# Vandved
Vandved est une localité du comté de Nordland, en Norvège.

## Géographie
Administrativement, Vandved fait partie de la kommune de Dønna.